# Crotalaria kipilaensis
Crotalaria kipilaensis är en ärtväxtart som beskrevs av Rudolf Wilczek. Crotalaria kipilaensis ingår i släktet sunnhampor, och familjen ärtväxter. Inga underarter finns listade i Catalogue of Life.